# Sehenswürdigkeiten in Konstanz

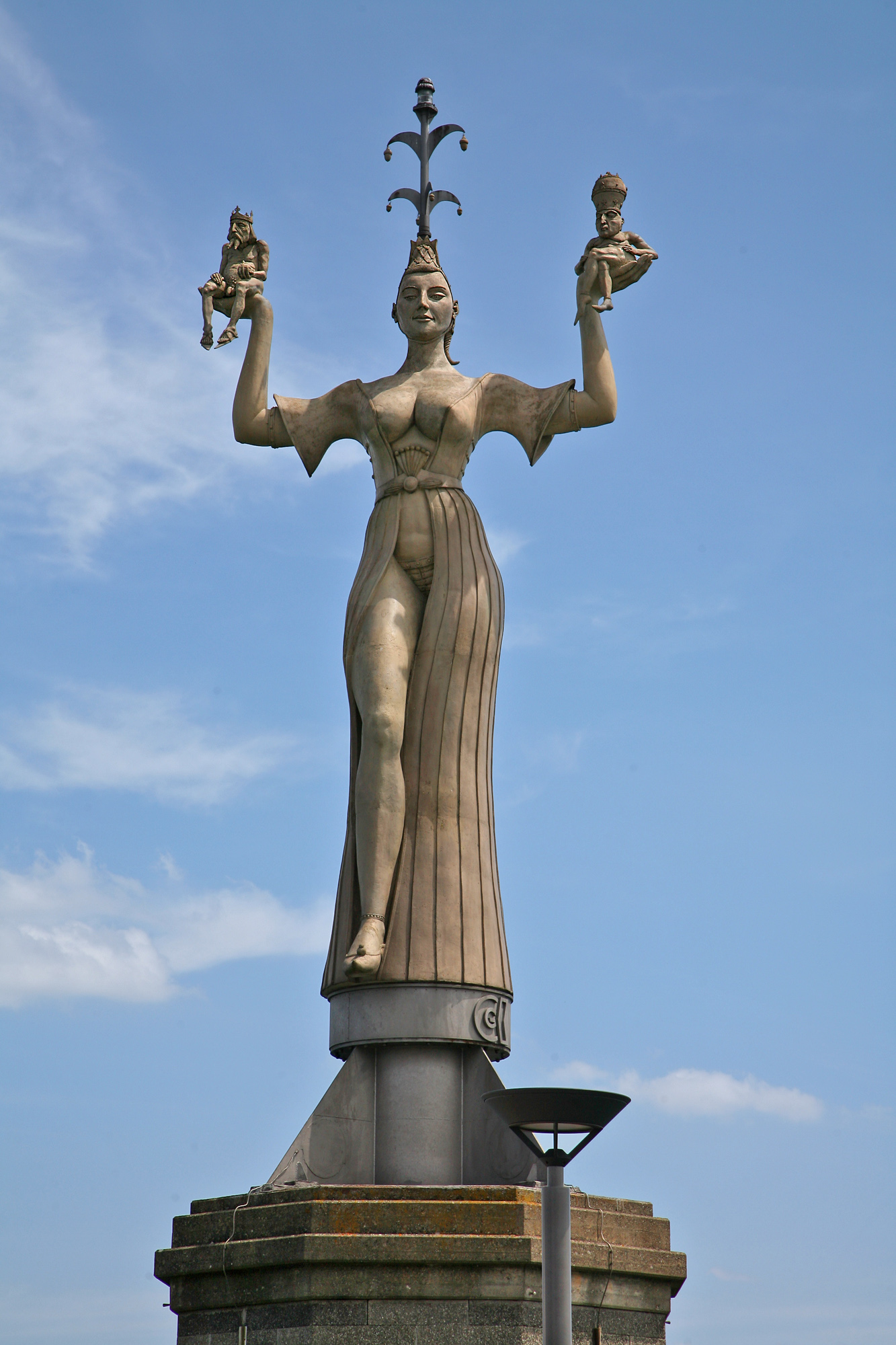
Die Imperia am Konstanzer Hafen

Die Sehenswürdigkeiten in Konstanz am Bodensee reichen historisch fast so weit zurück wie die Geschichte der Stadt. Ihre Bandbreite reicht vom spätantiken Römerkastell und frühmittelalterlichen Kirchenbauten über die Patrizier- und Zunfthäuser der mittelalterlichen Bürgerstadt bis hin zu großen zusammenhängenden Jugendstil- und Gründerzeit-Ensembles. In den Weltkriegen blieb die Stadt von Kampfhandlungen verschont, weshalb die mittelalterliche Altstadt nahezu lückenlos erhalten ist. Als ehemaliger Bischofssitz hat die Stadt ein reiches sakrales Erbe vorzuweisen, wobei neben der einstigen Bischofskathedrale, dem Konstanzer Münster, eine ganze Reihe von Kirchengebäuden, ehemaligen Klöstern und Domherrenhöfen zu finden sind. Das Konzil von Konstanz (1414–1418) hinterließ zwar kaum Bemerkenswertes im Städtebau, doch sind hier und dort noch seine Spuren zu finden, nicht zuletzt im von offizieller Seite umstrittenen, sonst überwiegend begeistert aufgenommenen öffentlichen Kunstwerk der Stadt, der 1993 aufgestellten Imperia.

## Profanbauten

### Antike

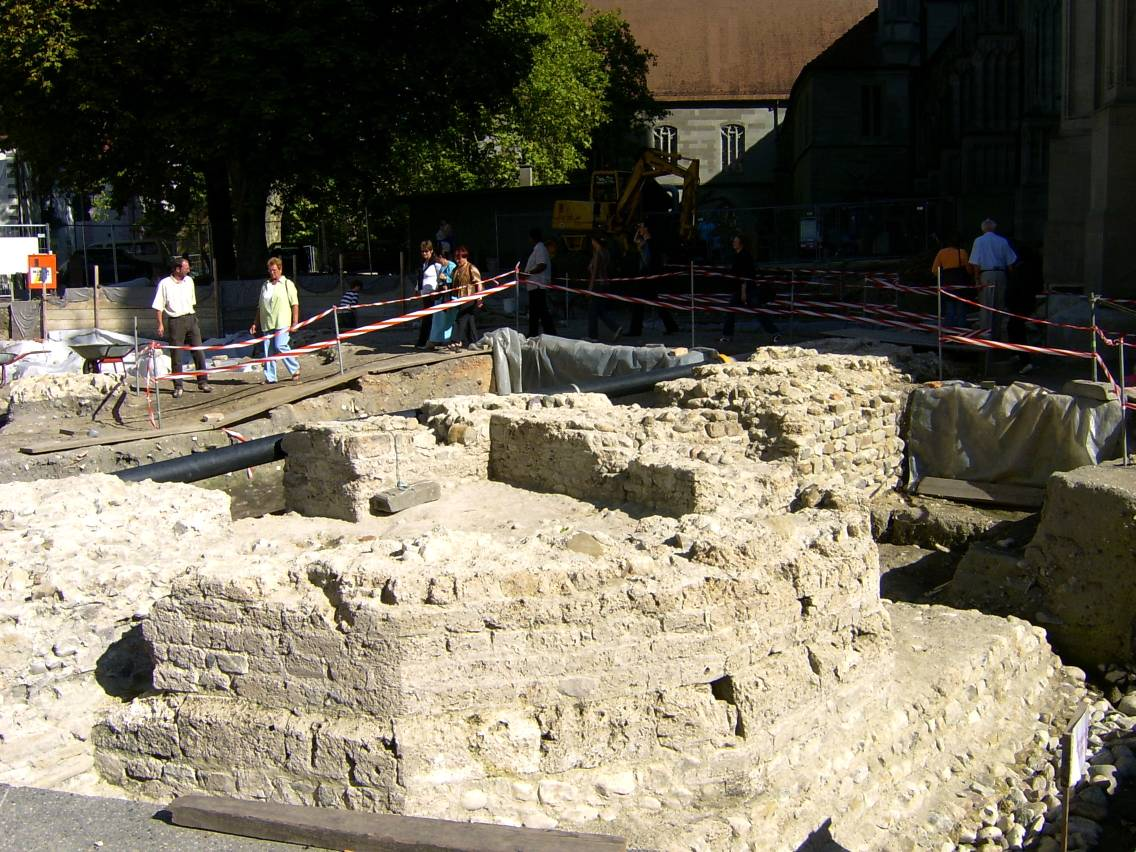
Römisches Turmfundament auf dem Münsterplatz

- Römerkastell auf dem Münsterplatz: Wahrscheinlich im 4. Jahrhundert unter Constantius Chlorus angelegt, war dieses Kastell Teil einer Befestigungslinie um den westlichen, südlichen und östlichen Bodenseeraum. Weitere römische Befestigungen am See finden sich in Arbon und Bregenz. Das Konstanzer Kastell wurde mit dem Rückzug der römischen Truppen im Jahr 401 aufgegeben, während eine Mischbevölkerung aus Kelten und christlichen Römern noch einige Zeit Bestand hatte. Ein Teil des im Jahr 2003 ausgegrabenen Kastells wurde in einem unterirdischen Raum unter dem Münsterplatz der Öffentlichkeit zugänglich gemacht (nur bei Führungen und an bestimmten Terminen).

Zahlreiche Funde aus prähistorischer und antiker Zeit, nicht nur aus der Region, sondern aus ganz Baden-Württemberg, zeigt das Archäologische Landesmuseum in Petershausen.

### Mittelalter

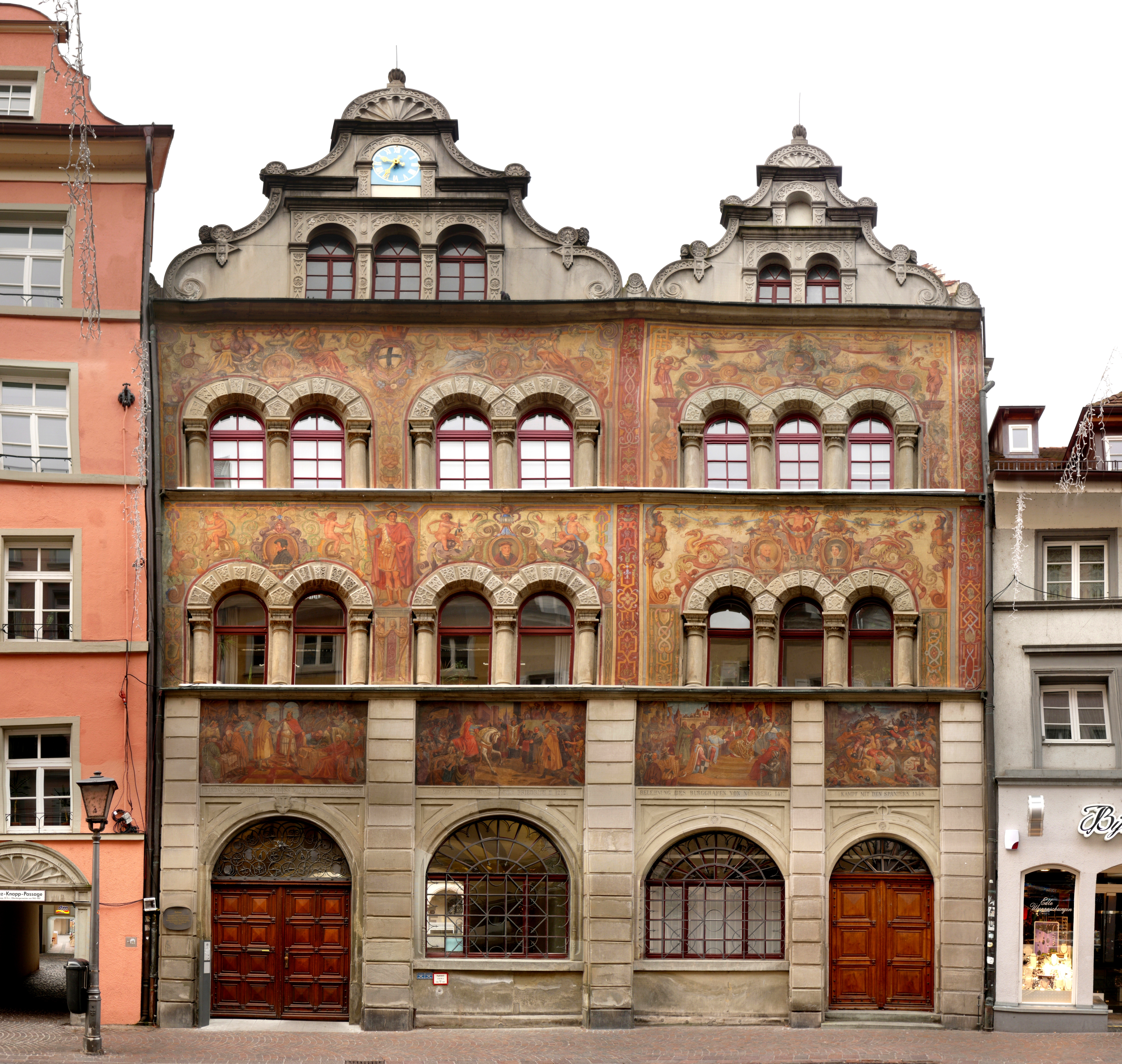
Rathaus mit Fresken

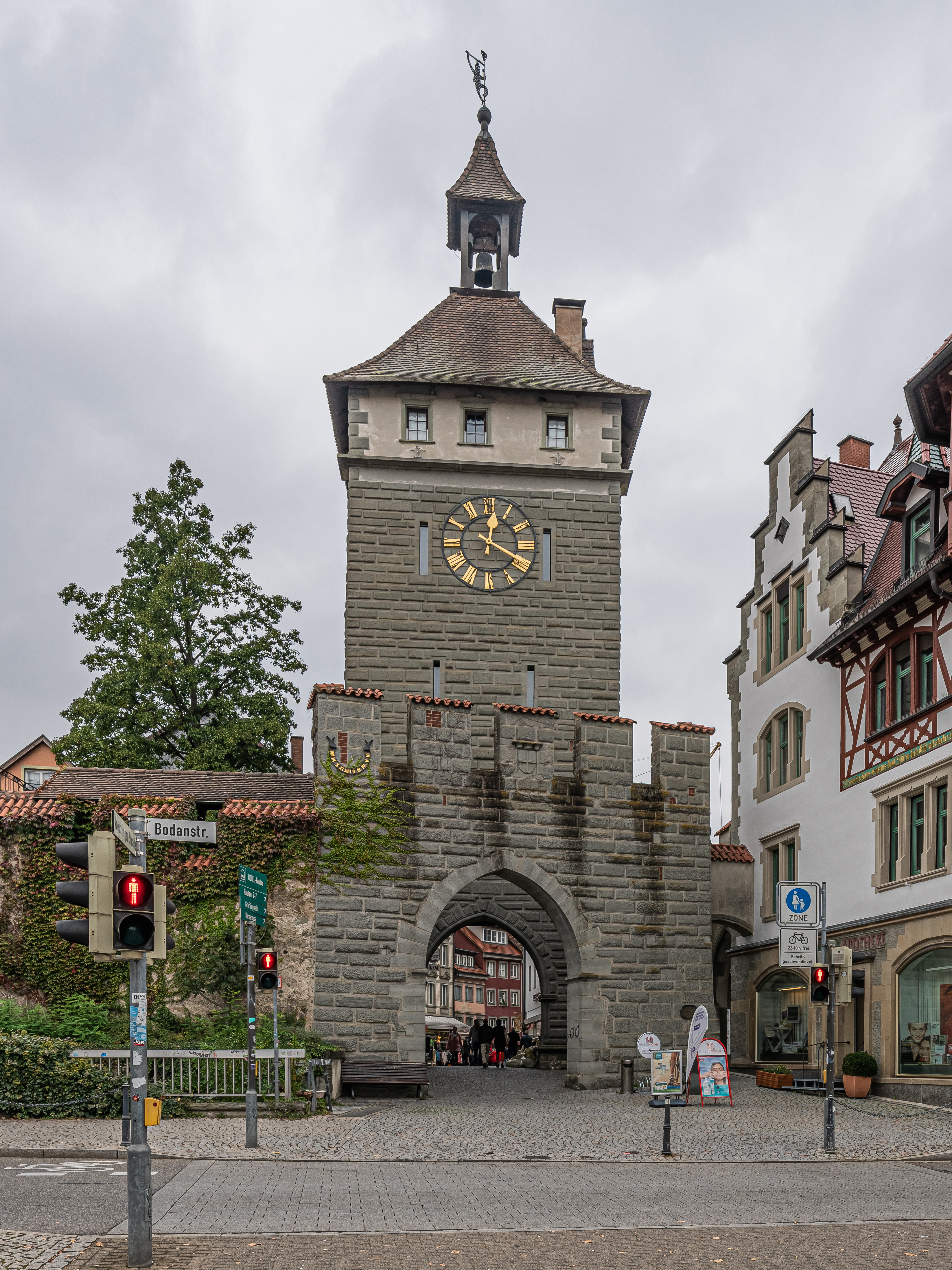
Schnetztor

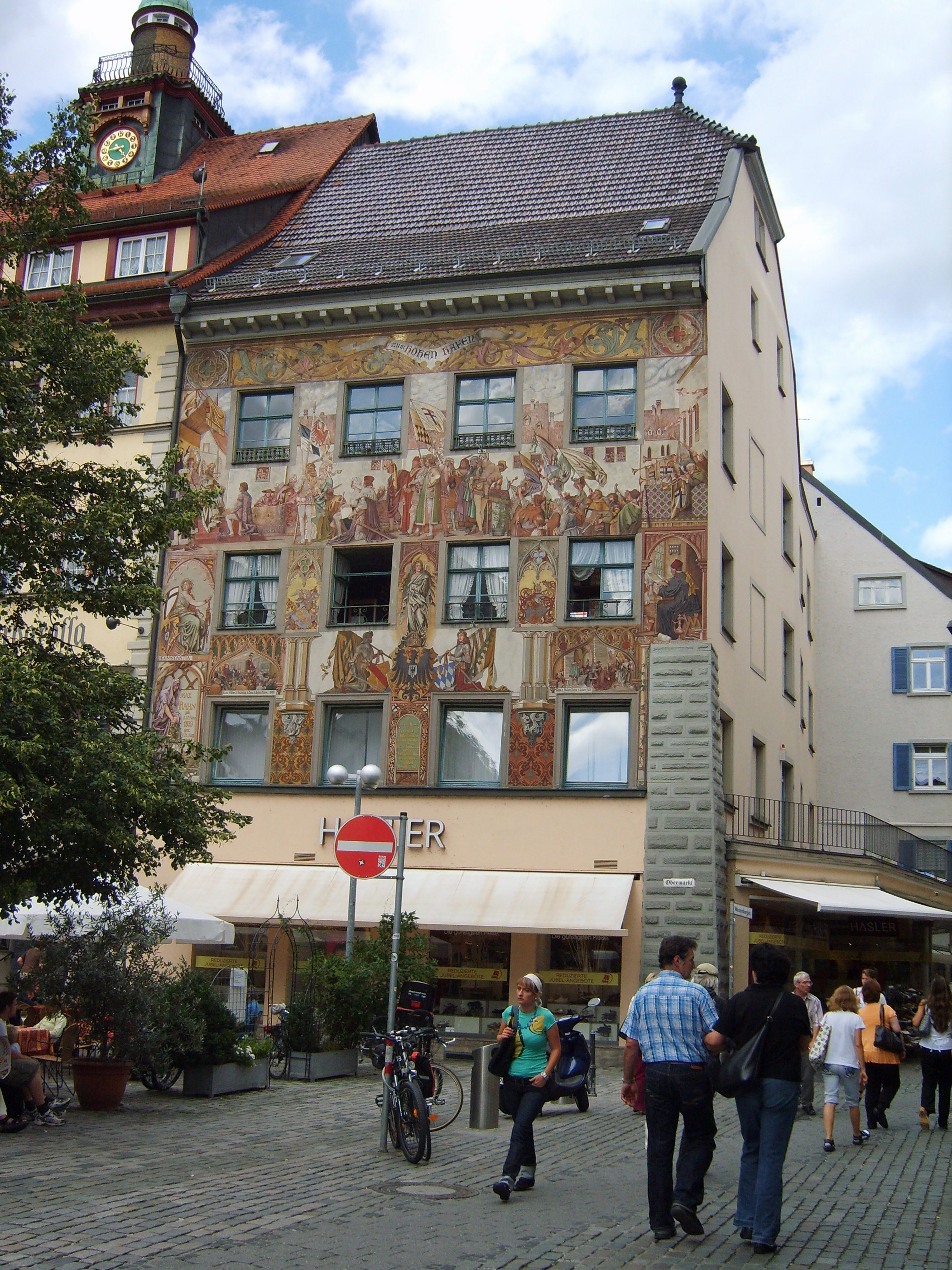
Bemalte Fassade des Hauses „zum Hohen Hafen“ am Obermarkt

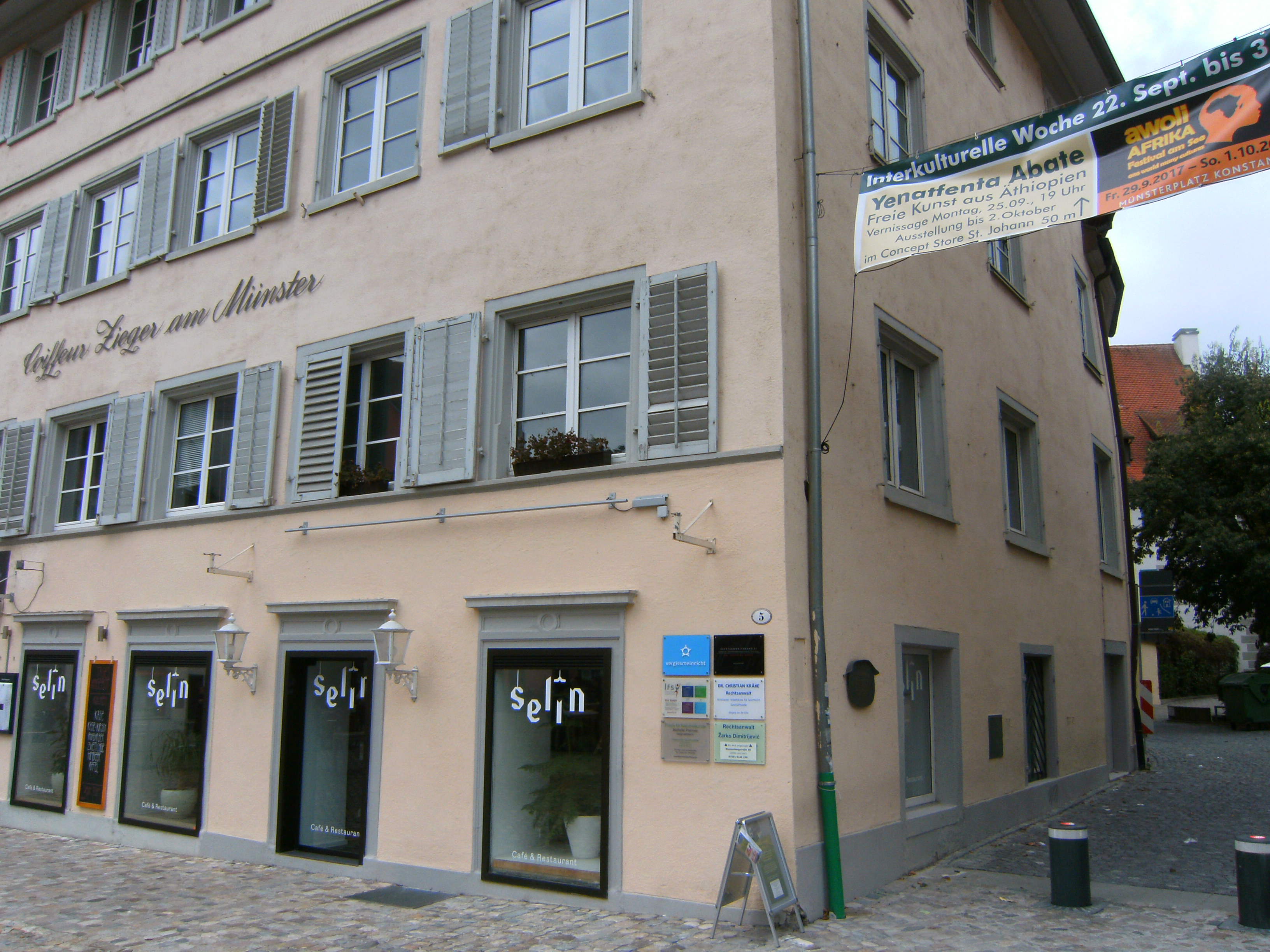
Münsterplatz 5: Haus Zur Kunkel. Zugang von der Rückseite des Hauses

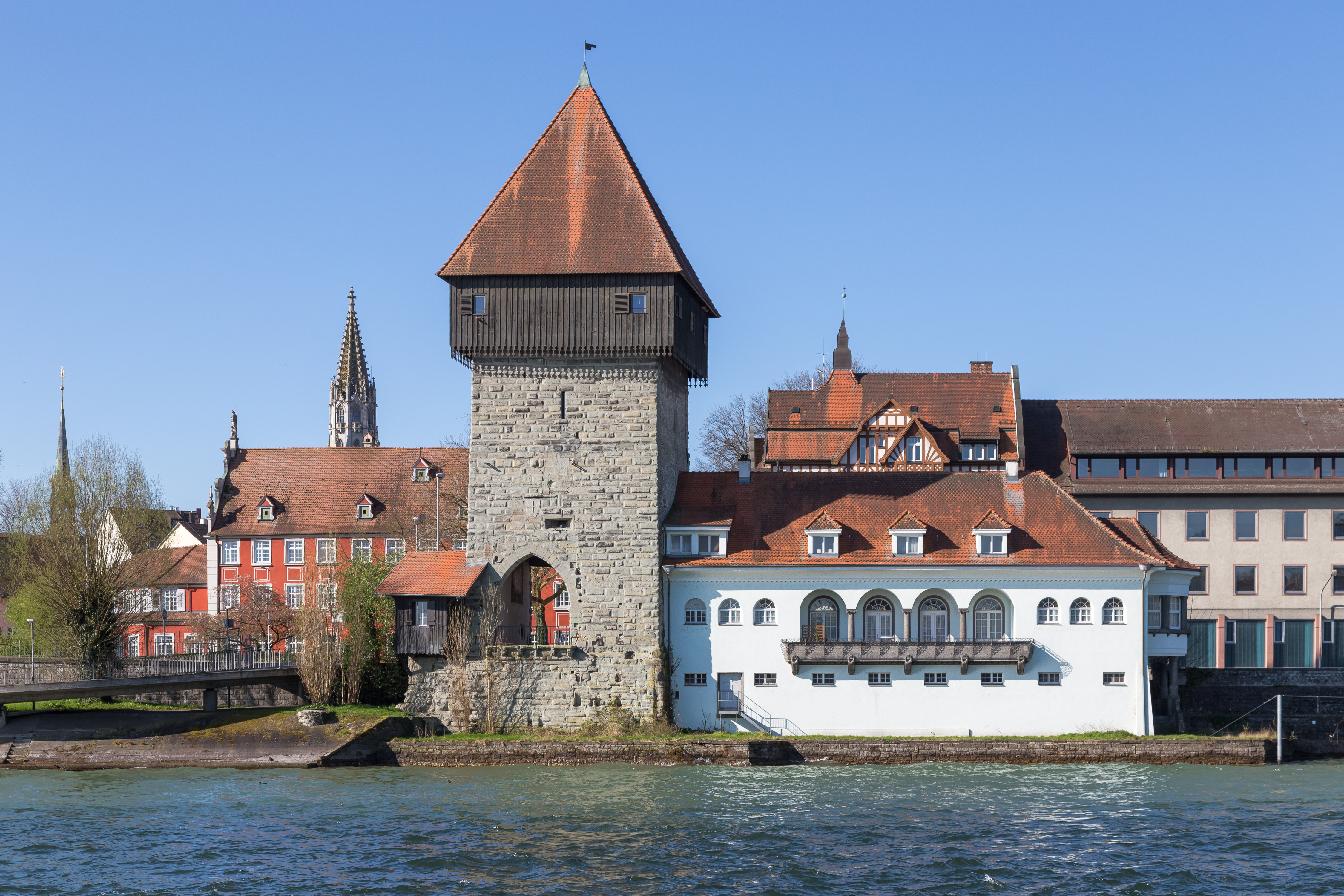
Rheintorturm am Rheinsteig

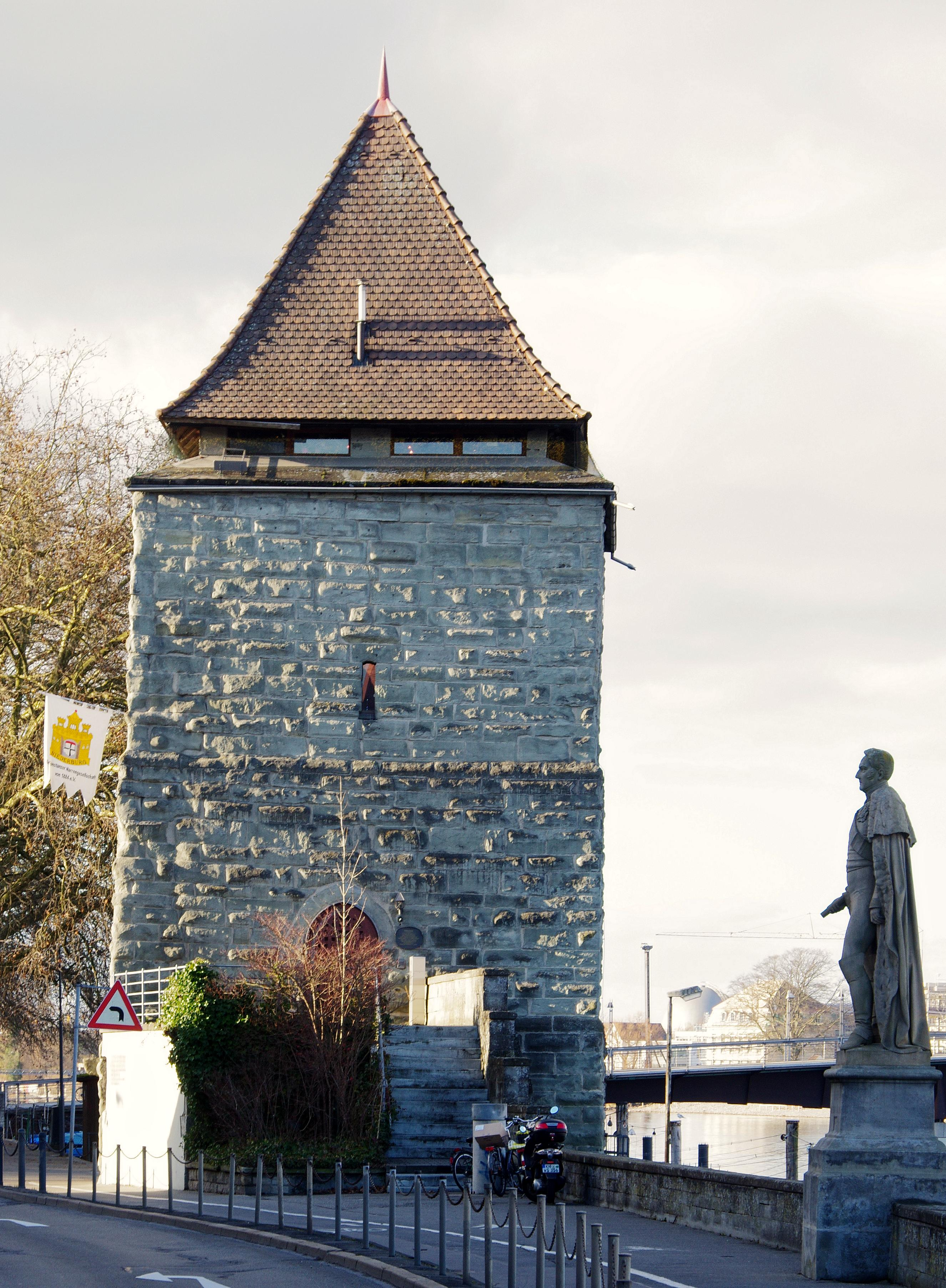
Pulverturm am Rheinsteig

Die historische Altstadt aus dem 12. bis 15. Jahrhundert ist an vielen Stellen als geschlossener und lebendig genutzter Bestand erhalten. Ganze Straßenzüge sind seit dem Mittelalter im Baubestand weitgehend unverändert, da im Zweiten Weltkrieg, anders als viele deutsche Städte, Konstanz wegen seiner Nähe zur Schweizer Grenze nicht bombardiert wurde. Dazu kommt, dass zwischen dem 16. und der Mitte des 19. Jahrhunderts für die Stadt eine wirtschaftsschwache Zeit war, in der kaum reiche Bürger ansässig waren, die sich Neubauten leisten konnten. Größere Lücken in den historischen Bestand wurden erst im 19. Jahrhundert geschlagen, als für die Ausweitung der Stadt in Richtung Paradies und den Eisenbahnbau große Teile der spätmittelalterlichen Stadtbefestigung abgebrochen wurden. Zahlreiche mittelalterliche Wohntürme und Häuser verbergen sich heute unter modernen Fassaden. In vielen findet sich eine große Anzahl von Wandmalereien an den Außen- oder Innenwänden. Die Tourismusförderung, die seit den 1930er Jahren intensiv betrieben wird, hat dazu geführt, dass viele der als Hauptattraktion der Stadt geltenden mittelalterlichen Baudenkmäler restauriert und der Öffentlichkeit zugänglich gemacht wurden.
- Konzilgebäude: Zwischen 1388 und 1391 errichtet und direkt am Hafen gelegen, diente es den Konstanzer Kaufleuten über Jahrhunderte als Warenlager und Handelshaus. Hier fand während des Konstanzer Konzils (1414–1418) 1417 das Konklave zur Wahl von Papst Martin V. statt. Noch im 19. Jahrhundert wurde es als Messehaus mit Eisenbahnanschluss genutzt, heute ist es ein Restaurant und Veranstaltungszentrum, sowie Hauptspielstätte der Südwestdeutschen Philharmonie Konstanz
- Niederburg (Konstanz): Die „Niederburg“ nördlich des Münsterbezirks ist das älteste Stadtviertel. Es entstand hier seit der Ansiedlung des Bischofs im 7. Jahrhundert aus den Wohnungen der bischöflichen Bediensteten und Ministerialen. Aus dem 12.–14. Jahrhundert stammen die hier errichteten Stadthäuser der Domherren und wohlhabenden Patrizier. Schmale, verwinkelte Gassen mit vielen Restaurants und Weinstuben prägen hier das Stadtbild.
- Haus zur Kunkel: Frühe profane Fresken (13. u. 14. Jahrhundert) über die Herstellung und Verarbeitung von Leinwand findet man im Haus zur Kunkel am Münsterplatz 5. Ein weiterer Freskenzyklus bildet Szenen aus Wolfram von Eschenbachs Parzival ab. In der Hofeinfahrt ist allegorisch der Kampf der Tugenden gegen die Laster abgebildet.
- Haus zur Katz: 1424 wurde das ehemals Haus der Patrizierzunft Zur Katz an der Katzgasse mit rustikalem Bossenwerk ausgezeichnet. Der italienischen Vorbildern nachempfundene Bau aus Rorschacher Sandstein Rustika-Fassade gilt als ältestes Beispiel nördlich der Alpen. Es diente als Fest- und Versammlungssaal, später als Stadtarchiv und als Wohnhaus. Heute ist es Teil des Kulturzentrums am Münsterplatz.
- „Hohes Haus“: Das an der Zollernstraße/Hohenhausgasse gelegene sechsgeschossige Steinhaus ist ein repräsentatives Bürgerhaus, welches 1295 von Vogt Albrecht von Klingenberg (einem Bruder von Bischof Heinrich von Klingenberg) errichtet wurde. Fassadenmalereien von 1935 durch August Brandes stellen Szenen von einem mittelalterlichen Fischmarkt und eine Hochzeitsgesellschaft dar. Zur Erbauungszeit war es das höchste Profangebäude der Stadt.[1]
- Obermarkt: Der Obermarkt war im Mittelalter die Gerichtsstätte der Stadt. Hier stand der Pranger, an dem mindere Straftaten verbüßt wurden. An der Nordseite des Platzes befindet sich das „Hotel Barbarossa“, in dem Friedrich I. Barbarossa 1183 den Frieden von Konstanz verhandelt haben soll. Das Haus wurde schon früh als Gaststätte genutzt – ein Tanzboden ist urkundlich für das Jahr 1419 belegt.[2][3]

Neben dem „Barbarossa“ befindet sich das Haus „Zum Hohen Hafen“. Es ist mit Wandbildern der vorletzten Jahrhundertwendezeit geschmückt, die von Carl von Häberlin für den damaligen Eigentümer Max Rahn ausgeführt wurden. Im Mittelpunkt der Malereien steht die Belehnung des Burggrafen von Nürnberg, Friedrich VI. von Zollern mit der Mark Brandenburg, die König Sigismund im Jahr 1417 auf dem Obermarkt vollzog, sowie der Besuch Wilhelms II. von Preußen im September 1888.
- Rathaus: Das Rathaus der Stadt Konstanz besteht aus dem ehemaligen Zunfthaus der Leinweber (16. Jahrhundert) an der Kanzleistraße und dem dahinter gelegenen Haus „Zum Thurgau“. Lange Zeit diente es als Kanzlei und ist heute noch Sitz des Oberbürgermeisters und Teilen der Stadtverwaltung. Die Fassade zur Kanzleistraße wurde 1593 im venezianischen Renaissance-Stil umgebaut. An der Front finden sich historistische Fresken von Ferdinand Wagner (1864), die Szenen und Personen aus der Stadtgeschichte darstellen. In kleinen Medaillons über den Fenstern des ersten Stocks finden sich Porträts von Ambrosius Blarer, Ulrich Zasius, Ignaz Heinrich von Wessenberg und Marie Ellenrieder; ein Bilderfries über den Erdgeschoss-Arkaden zeigt staatstragende Ereignisse: Der Friedensschluss Friedrich Barbarossas mit den Städten der Lombardei (Frieden von Konstanz, 1183), den Besuch Friedrichs II. (1212), die Belehnung des Hohenzollern Friedrich mit der Mark Brandenburg (1417) sowie den Kampf der protestantischen Stadtbevölkerung gegen die Truppen des katholischen Kaisers Karl V. (1548). Der im Renaissancestil dekorierte Innenhof sowie die Wandbilder des 1. Stocks (1898) sind ebenfalls sehenswert.
- Das Rosgartenmuseum ist ebenfalls in einem ehemaligen Zunfthaus, jenem der Metzgerzunft, untergebracht. In dem 1454 errichteten Gebäude ist noch der Zunftsaal erhalten. Seit 1870 zeigt das Museum Kunst, Kultur und Geschichte der Bodenseeregion.
- Haus „zum Goldenen Löwen“: Der Hinterhof dieses Gebäudekomplexes birgt einen mittelalterlichen Wohnturm, der von oben bis unten mit illusionistischer Fassadenmalerei (um 1570) geschmückt ist.
- Altes Rathaus am Fischmarkt: Das alte Rathaus beim Fischmarkt/Konzilstraße wurde 1484 erbaut, dann mehrmals fast vollständig erneuert. Es besaß früher prächtige Dekorationen der Renaissancezeit. Erhalten ist aus der Erbauungszeit das aus Sandstein gehauene Stadtwappen mit den Stadtpatronen Konrad und Pelagius über dem Haupteingang.

Von der Ringmauer mit den über 20 Türmen und Toren, die vom Mittelalter bis ins 19. Jahrhundert die Stadt umschloss, sind nur noch wenige Elemente erhalten. Neben einigen Mauerresten sind dies drei turmartige Anlagen. Von dem zweiten Befestigungswall, der seit dem Dreißigjährigen Krieg die Stadt und den Stadtteil Paradies umgab, ist nahezu nichts Oberirdisches mehr erhalten. Der Grießeggturm als westlicher Eckpunkt der Verteidigungslinie ist zum Wohnhaus umgebaut am Ende der Fischenzstraße noch erhalten. Er wird seit dem 19. Jahrhundert als Paradieser Schlössle bezeichnet. Ab 1733 war Konstanz nicht mehr befestigt.
- Rheintorturm: Dieses Stadttor bildete früher den einzigen Zugang zur Stadt von Norden her über den Rhein. Von 1200 bis 1856 lief eine hölzerne Rheinbrücke direkt auf das Tor zu. Sie war wichtig für den Konstanzer und den Fernhandel. Die heute bestehende sogenannte Alte Rheinbrücke, errichtet für die Eisenbahn, führt hingegen östlich am Rheintorturm vorbei.[5] Erbaut im 13.–15. Jahrhundert, dient der Rheintorturm der „Gemeinschaft Konstanzer Fanfarenzüge“ als Probelokal. In Eigenarbeit wurde der Turm im Rahmen der Initiative Rheintorturm und der „Gemeinschaft Konstanzer Fanfarenzüge“ renoviert. Heute wird das Turmstübchen als Treffpunkt genutzt.

- Schnetztor: Das Stadttor wurde als Wehrturm im 14./15. Jahrhundert errichtet. Es liegt an der Hauptstraße nach Süden. Vom Rheintorturm verlief quer durch die Stadt über die Rheingasse und die heutige Wessenbergstraße der Hauptverkehrsweg, um beim Schnetztor zu enden. Dort begannen die Straßen durch die Vorstadt Stadelhofen in Richtung St. Gallen und Winterthur. Es ist seit 1978 als Baudenkmal von nationaler Bedeutung eingestuft. Das Schnetztor wurde unter Planung und Tatkraft der Blätzlebuebezunft von 1976 bis 1984 saniert. Die Zunftstube der Blätzlebueb-Zunft wurde 1978 ins Schnetztor verlegt.[6]

- Pulverturm: Er bildete den Eckpunkt der inneren Stadtmauer am Rhein. Mutmaßungen über die Umstände und die genaue Zeit der Erbauung sind historisch nicht belegbar. Heute dient der Pulverturm als Zunfthaus der Narrenzunft Niederburg.[7]

### Barock und Klassizismus
- Stadttheater (neben der Christuskirche): Das 1609 ursprünglich als Schulhaus für das Jesuitenlyzeum errichtete Gebäude wurde von Anfang an auch für Theateraufführungen der Schüler genutzt, deshalb wird das Stadttheater als die älteste kontinuierlich bespielte Bühne Deutschlands beworben. 1789–1792 wurde es zum „Kommedienhaus“ umgebaut.
- Dompropstei: Das rote Gebäude an der Rheingasse 20 fällt vor allem von der alten Rheinbrücke her auf. Bis 2017 beherbergte es das Notariat und das Grundbuchamt. Die 1750–1774 im Rokokostil ausgeschmückte Maria-Magdalena-Kapelle im Innern des Gebäudes wird seit 1985 regelmäßig von der russisch-orthodoxen Kirchengemeinde Konstanz genutzt.
- „Haus zum Wolf“: Hier im nördlichen Teil der Rosgartenstraße (Nahe Marktstätte) findet sich die einzige Rokokofassade mit Rocailleornamenten in der Stadt.
- Wessenberghaus: Das einstige Wohnhaus Ignaz Heinrich von Wessenbergs ist ein mittelalterlicher Domherrenhof, der mit einer klassizistischen Fassade versehen wurde. Zur Straße hin gibt es eine Wandnische mit einer Büste seines prominentesten Bewohners. Heute gehört es zum Kulturzentrum am Münster und beherbergt im 1. und 2. OG die Städtische Wessenberg-Galerie.

### Historismus und Jugendstil

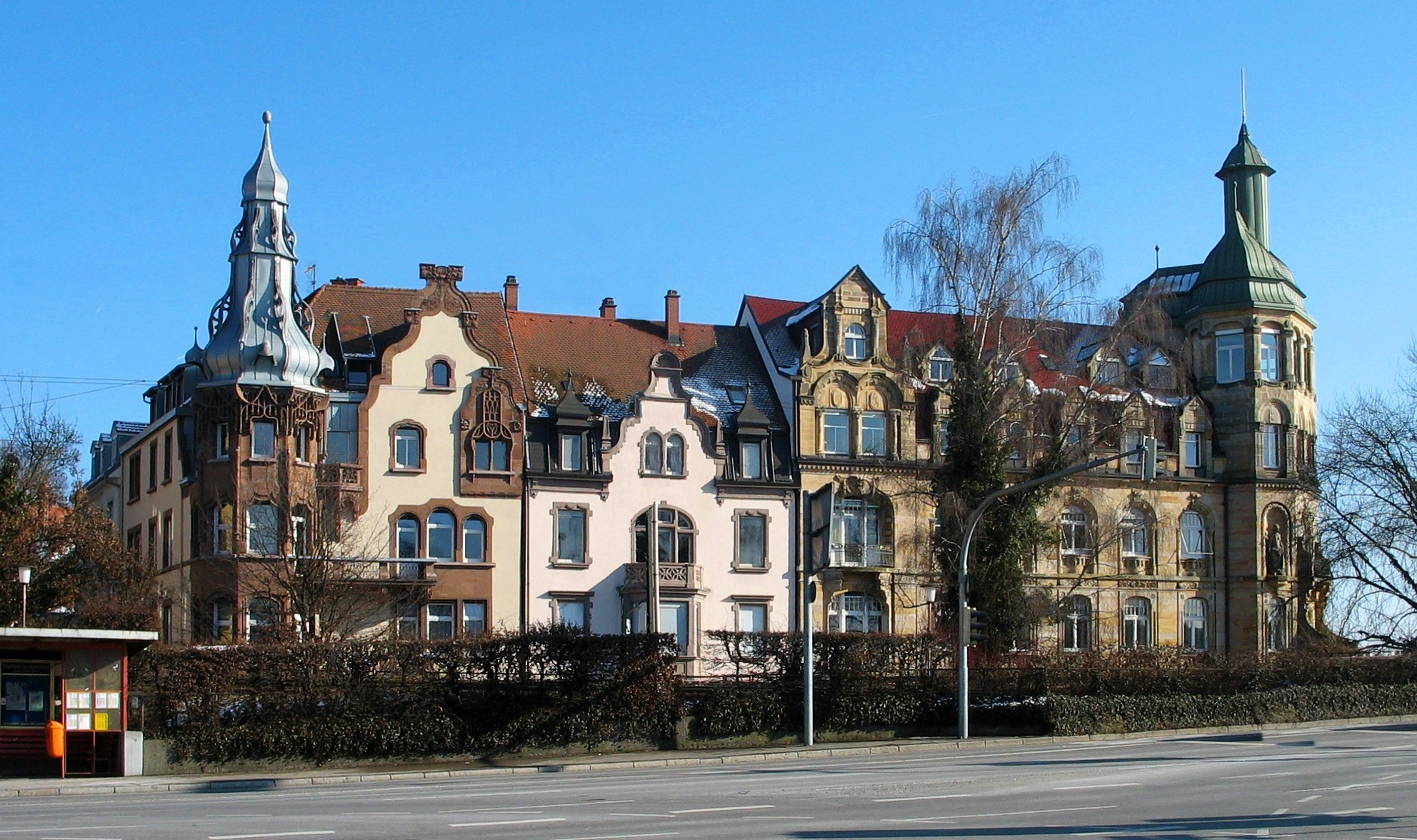
Jugendstil-Ensemble Conrad-Gröber-Straße

In Konstanz gibt es mehrere zusammenhängende Historismus- und Jugendstilensembles. Ganze Straßenzüge im Historismus- und Jugendstil besitzt das Paradies. Besondere Einzelbauten sind etwa die „Villa Kramer“ in der Schottenstraße und das Marie-Ellenrieder-Gymnasium in der Brauneggerstraße. An der Seestraße / Conrad-Gröber-Straße finden sich an prominenter Stelle prachtvolle Bauten der vorigen Jahrhundertwende, die verschiedene Stile von der Gotik und Romanik bis zum Barock zitieren.
- Bismarckturm: Der trutzige Bau auf dem Raiteberg entstand 1911/1912 nach Plänen des Architekten Georg Wickop. Wie andere Bismarcktürme wurde er zu Ehren des „Reichsgründers“ Otto von Bismarck erbaut.
- Hauptbahnhof: Im Stil der Neugotik 1863 als repräsentative Endstation der Großherzoglich Badischen Hauptbahn von Heinrich Leonhard erbaut, besitzt der Bahnhof einen auffälligen, schlanken Turm, der an einen italienischen Campanile erinnert.
- „Deutsches Haus“: Es wurde erbaut 1904–1905 im Stil der Neorenaissance, nachdem der 1835 errichtete Vorgängerbau 1903 bis auf den ersten Stock abgebrannt war (Beherbergte die Restauration und Bierbrauerei Schälkle). Geplant und ausgeführt wurde der am Stephansplatz gelegene Neubau von dem Konstanzer Architekten August Knäble (1872–1915). Die Fassadenbemalung stammt von der Familie Mezger aus Überlingen. Das Gebäude beherbergte zuerst die Hauptgeschäftsstelle der Oberrheinischen Bankanstalt[8], dann das Hotel Graf Zeppelin.
- Hotel Halm: Das Gebäude am Bahnhofplatz wurde von dem Hotelier Ferdinand Halm in zwei Abschnitten erbaut. Während der südliche Teil 1872–1874 entstand, wurde der nördliche Teil 1887–1889 nach der Überwindung der Gründerzeitkrise errichtet. Bestandteil des zweiten Abschnitts war der vom Architekten Emil Otto Tafel entworfene und als Festsaal genutzte Maurische Saal.
- Reichspostgebäude: Das Bauwerk entstand 1888–1891 im Stil der Neorenaissance als Sitz der Oberpostdirektion Konstanz der Deutschen Reichspost. Vom Kolonialismus geprägt sind die Reliefköpfe der „fünf Kontinente“ über den Fenstern des Hochparterres, die zeigen sollten, dass die Post alle Erdteile erreicht. Den damals aktuellen Stand der Kommunikationstechnik zeigen die Telegrafenleitungsisolatoren am östlichen Giebel. Heute ist das Gebäude Sitz der Sparkasse Bodensee, die kurz nach dem aufwendigen Umbau aus der Fusion der Sparkassen Konstanz und Friedrichshafen entstanden ist.
- Schloss Seeheim: Die schlossartige Villa ließ der preußische Finanzminister und Staatssekretär im Deutschen Kaiserreich Adolf von Scholz 1889/1890 im Stil der Neorenaissance erbauen. Sein Sohn, der Dichter Wilhelm von Scholz, bewohnte Schloss Seeheim von 1924 bis 1969. Es wurde nach den Plänen des Architekten Hermann Eggert auf den Fundamenten eines Vorgängerbaus errichtet. Dieser befand sich zeitweise im Besitz von Hortense de Beauharnais, ehemals Königin von Holland und Herzogin von Saint-Leu.
- „Villa Prym“: Die Gründerzeitvilla an der Seepromenade wurde 1893 von dem Kurzwarenfabrikanten Gustav Prym erworben und die Fassade 1908 mit Jugendstilfresken versehen. Sie zeigen unter anderem Tochter und Schwiegersohn des Besitzers als berittenes Paar. 1965 wurde dort eine „Bodensee-Kunstschule“ eingerichtet und von 1984 bis 2013 vom Fachbereich Kommunikationsdesign der HTWG Konstanz genutzt. Im Erdgeschoss der Villa betreibt der Yachtclub Konstanz eine Vereinsgaststätte, die Obergeschosse werden seit 2013 von einer Rechtsanwaltskanzlei sowie von der „Stiftung Wasserrettung Bodensee“ und ihrer Stiftungs-Akademie genutzt. Im Jahr 2013 wurden anlässlich einer Komplettsanierung zahlreiche Wandmalereien wieder freigelegt. Die Villa steht der Öffentlichkeit teilweise zur Verfügung.
- „Villa Remy“: Das Haus liegt in einem baumbestandenen Park direkt am Uferweg entlang des Bodensees. Der aus Bendorf am Rhein stammende Kaufmann und Oberstleutnant Eduard Remy (1846–1930) ließ 1895 bis 1896 den Münchner Architekten Emanuel von Seidl den Bau ausführen. Eduard Remy war ein Mitglied der Stahlunternehmerfamilie Remy (Rasselstein AG). Nachdem 1940 die Villa um einen Turm erweitert wurde, folgten 2008 Neubauten im Park.

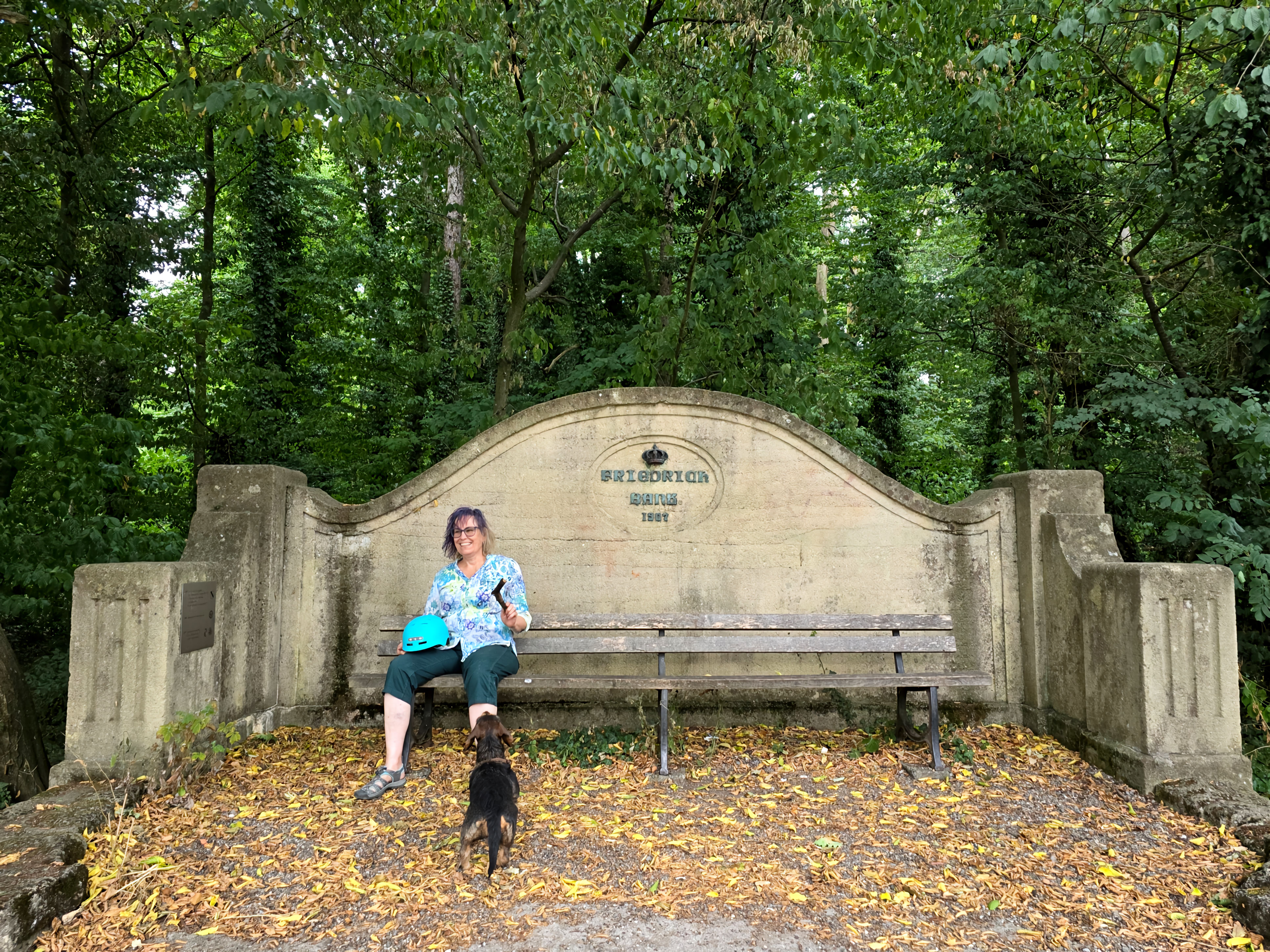
Friedrich-Bank 1907

- Im Stadtteil Petershausen-Ost an der Ecke Beethovenstraße/Salisianerweg steht die Friedrich-Bank 1907. Außer von der Straßenseite ist das Bauwerk ringsum von Bäumen umgeben. Sie wurde von der Großherzogin Luise von Baden 1911 zu Ehren ihres Gatten Großherzog Friedrich I von Baden gestiftet, der 1907 auf der Insel Mainau verstarb. Die Ruhebank wurde im Jahr 1988 durch die Konstanzer Handwerker erstmals und 2018 ein weiters mal durch die Spitalstiftung mit Unterstützung Konstanz Rotary-Rheintor restauriert.

### Moderne Bauten

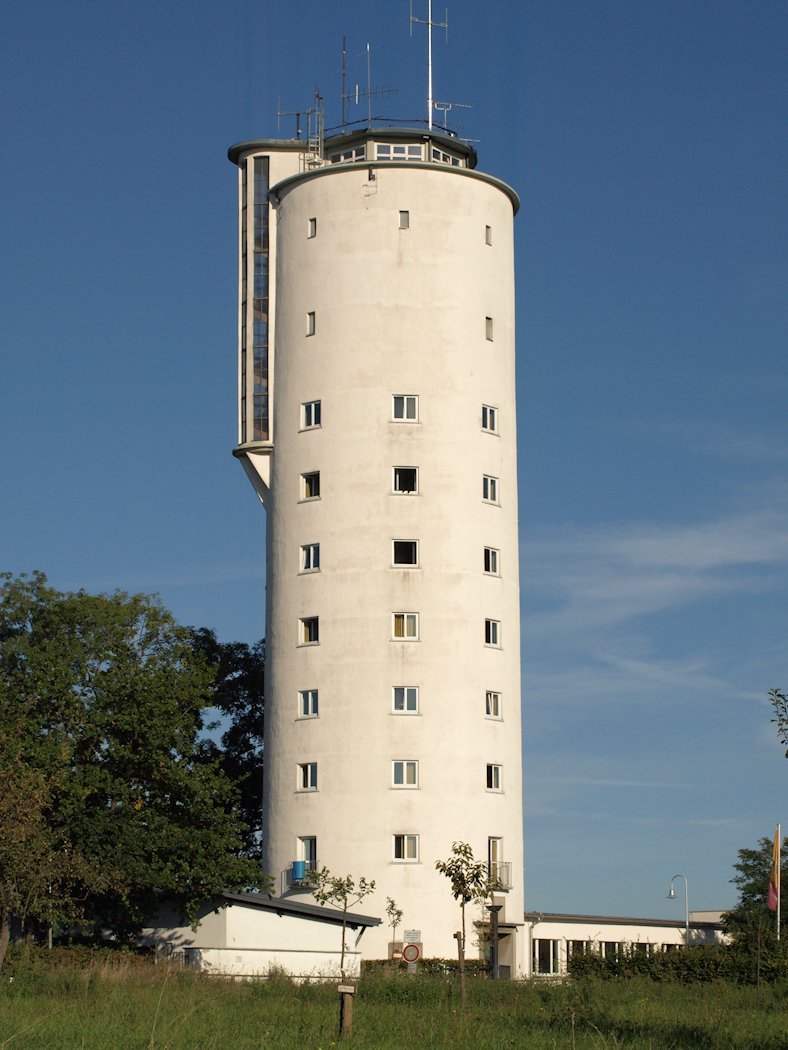
Wasserturm auf der „Allmannshöhe“: Otto-Moericke-Turm

- Otto-Moericke-Turm: Der 1929 erbaute Turm in Allmannsdorf (Konstanz) diente ursprünglich als Wasserturm und Jugendherberge, seine Funktion für die Wasserversorgung verlor er 1990.
- Die Ländebauten an den Anlegestellen der Autofähre Konstanz–Meersburg in Konstanz-Staad und in Meersburg sind denkmalgeschützte Verkehrsbauwerke, die um 1953 im Zuge des Ausbaus der Fährehäfen mit der Anlage neuer Zufahrtsstraßen nach einer Planung des Bauhaus-Schülers Hermann Blomeier errichtet wurden; dieser entwarf auch das Klubhaus des Konstanzer Rudervereins „Neptun“ am Petershausener Seerhein-Ufer und die Allmannsdorfer Kreuzkirche.[9] sowie das Gebäude der Wessenberg-Schule im Stadtteil Paradies.
- Universität Konstanz auf dem Gießberg: Errichtet ab 1967 als Reformuniversität, ist sie vom bunt-geometrischen Stil der Zeit geprägt. Es finden sich zahlreiche Kunstwerke am Bau, darunter Wind- und Wasserinstallationen von Otto Piene.

## Kirchen und Klöster

### Historische Kirchen

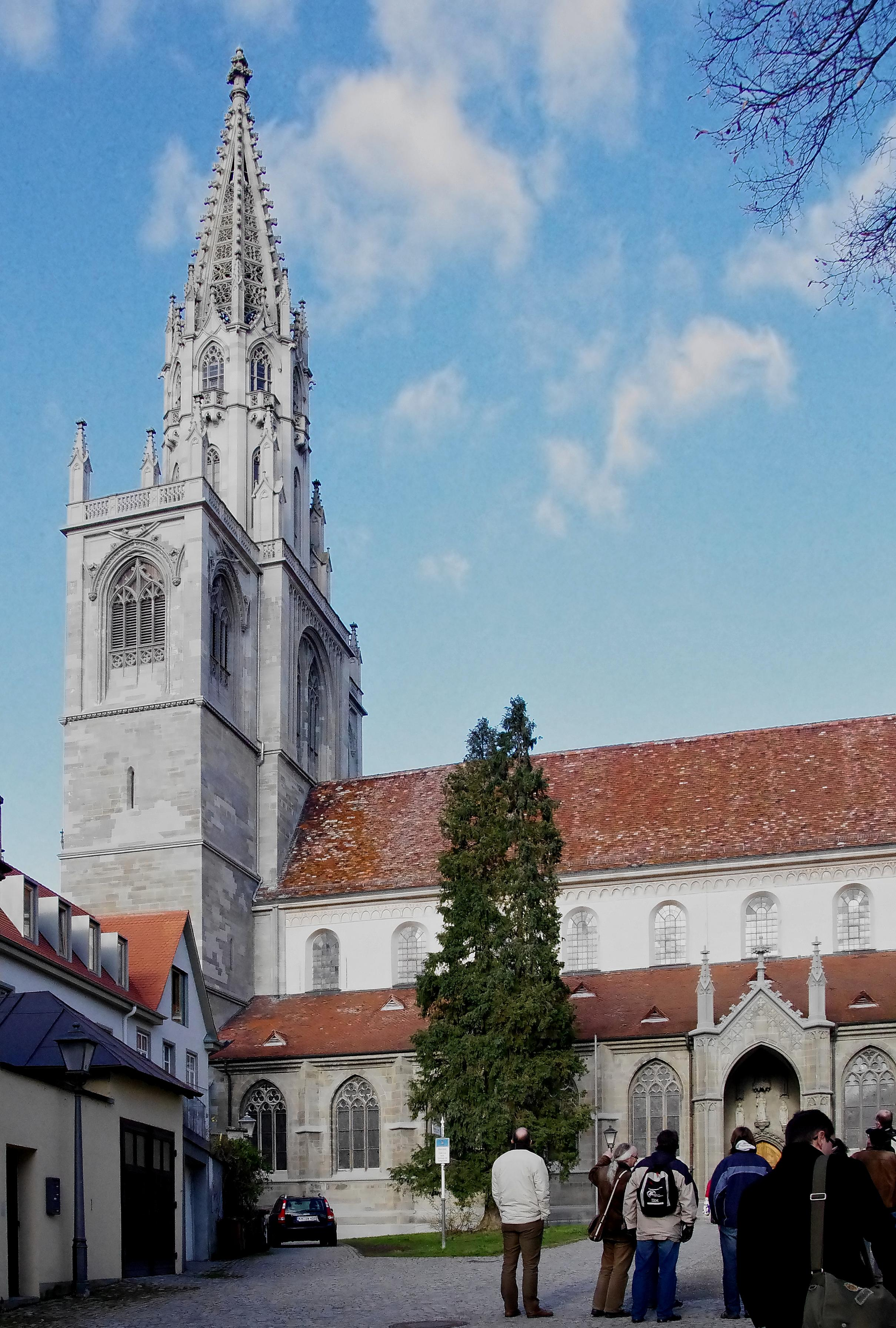
Konstanzer Münster (Ansicht von Süden)

- Konstanzer Münster: Der Bau der Bischofskirche wurde vermutlich kurz nach Gründung des Bistums Konstanz um 590 begonnen. Urkundlich wurde das Maria, Konrad und Pelagius geweihte Bauwerk erstmals 780 erwähnt. Der romanische Bau entstand um 1054 und wurde im 14.–16. Jahrhundert mit Türmen und gotischen Seitenkapellen versehen. Das Langhaus wurde 1679 barock eingewölbt. Große Teile der heutigen Ausstattung stammen aus dem 17. und 18. Jahrhundert.
- Mauritiusrotunde: Die vorromanische Rundkapelle schließt sich dem Münster südlich an und ist eine Gründung des heiliggesprochenen Bischofs Konrad von Konstanz um 940. Sie ahmt in kleinerem Maßstab die Grabeskirche in Jerusalem nach. Im Innern befindet sich das kunsthistorisch bedeutende frühgotische Heilige Grab (um 1260)
- Stephanskirche: Im Gegensatz zum Bischofsdom war St. Stephan die Pfarrkirche für die Bürger. 613 wurde sie erstmals erwähnt, sie geht vermutlich auf ein spätrömische Versammlungshalle oder Friedhofskirche zurück. Im 15. Jahrhundert erhielt sie ihr spätgotisches Erscheinungsbild.
- Die St-Martins-Kapelle an der Ecke Fischenz-/Grießeggstraße im Paradies (Konstanz) wurde 1922 am Platz der Vorgängerkirchen errichtet.[10]
- Dreifaltigkeitskirche, ehemals Augustinerkirche: Das Kirchengebäude entstand ab 1268 als Klosterkirche für das (nicht mehr bestehende) Kloster der Augustiner-Eremiten. Sie ist eine dreischiffige gotische Basilika ohne Querhaus. Das Mittelschiff besitzt von Kaiser Sigismund gestiftete spätgotische Wandfresken aus der Konzilszeit. Um 1740 wurden die flache Holzdecke durch ein barockes Spiegelgewölbe mit reichem Stuck und Gemäldeschmuck ersetzt sowie eine Fenstervergrößerung durchgeführt.
- Lutherkirche am Lutherplatz
- Paulskirche: Profaniert, dient seit 1990 als „Kulturzentrum K9“. Sehenswert ist dort die Rokoko-Stuckatur.
- St. Johann: Die einstige Stiftskirche wurde profaniert und wird heute von Restaurants und Ladengeschäften genutzt.
- Christuskirche: Von Jesuiten 1604–1609 erbaut, gilt sie als älteste Barockkirche des Bodenseeraums und stilreinste der historischen Kirchen der Stadt. Die tonnengewölbte einschiffige Kirche ist seit 1904 Gotteshaus der Alt-Katholiken.
- Lorettokapelle: Kapelle mit vorgelagerter offener Bethalle, 1638 in exponierter Lage auf dem Staader- bzw. Lorettoberg errichtet; der Name leitet sich aus dem nach dem Petersdom in Rom zweitwichtigsten italienischen Marien-Wallfahrtsort Loreto her, siehe Loretokapelle

### Klöster
- Kloster Petershausen: 983 von Bischof Gebhard von Konstanz gegründet, war das Benediktinerkloster zunächst bischöfliches Eigenkloster, später Reichsabtei. Die romanische dreischiffige Basilika wurde 1830 abgebrochen. Heute sind in den ehemaligen Klostergebäuden das Archäologische Landesmuseum, die Musikschule Konstanz sowie die Polizeidirektion Konstanz und Teile des Landratsamtes untergebracht.

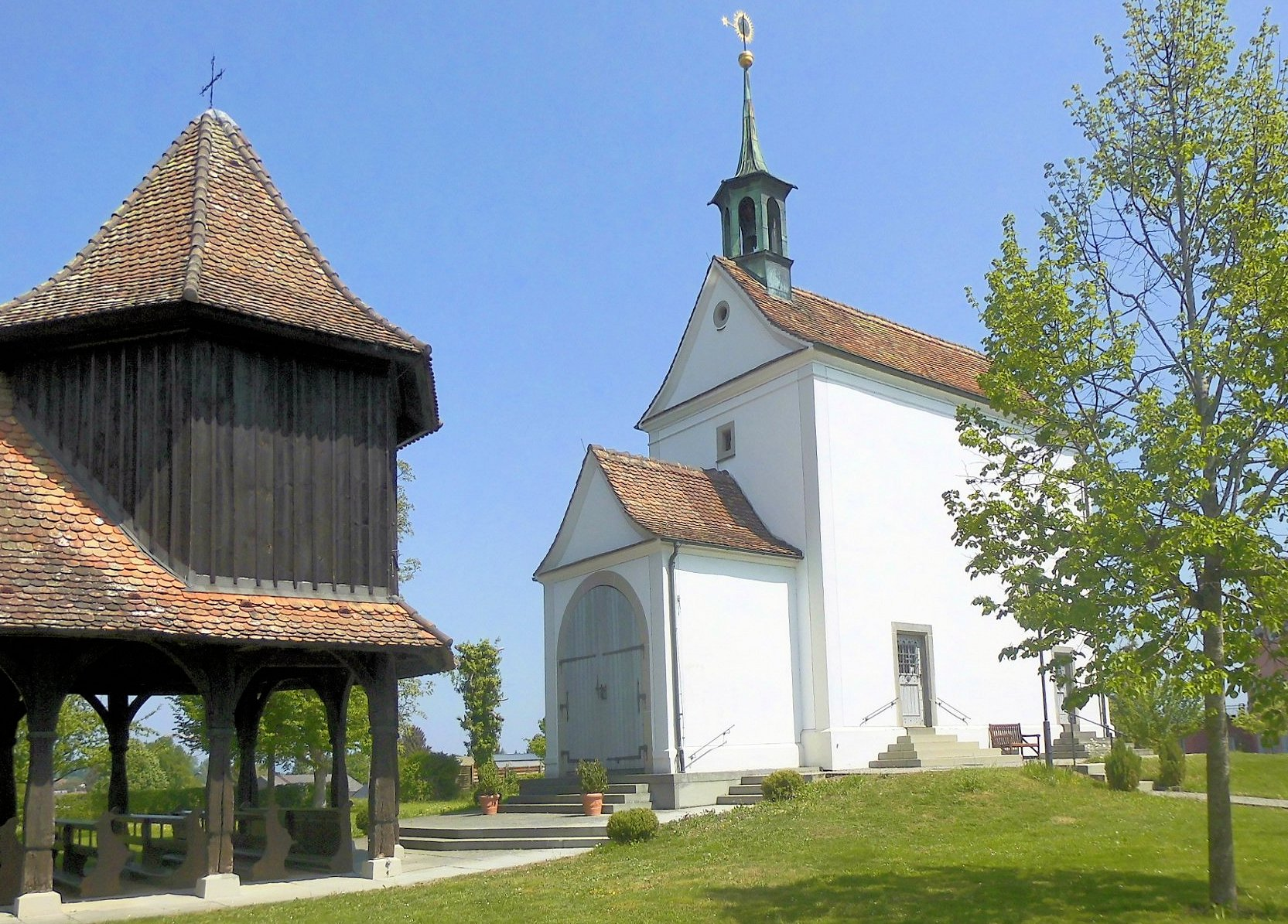
Lorettokapelle Konstanz, 1638

- Kloster Zoffingen: Das Dominikanerinnenkloster wurde 1257 gegründet und ist als einziges Konstanzer Kloster bis heute besiedelt. Die zugehörige Kirche St. Katharina hat noch spätromanische und gotische Reste. Im Innern ist sie überwiegend barock umgestaltet worden.
- Dominikanerkloster: Das auf einer kleinen Insel im See vor der „Niederburg“ gelegene Dominikanerkloster wurde 1235 gegründet und war der erste Wirkungsort des Mystikers Heinrich Seuse. Die Kirche ist eine dreischiffige flach gedeckte Basilika mit romanischer und frühgotischer Formensprache. Nach der Säkularisation wurde es von der Unternehmerfamilie Macaire als Fabrik genutzt. Deren Nachkomme Ferdinand Graf von Zeppelin wurde dort geboren. Das Kloster wurde 1875 zum Hotel umgebaut. Heute ist in den Gebäuden das „Steigenberger Inselhotel“ beheimatet. Im ehemaligen Kirchenschiff finden sich früh- und hochgotische sakrale Wandmalereien aus dem 13. Jahrhundert.
- Franziskanerkloster: 1250 gegründet, 1815 von der Stadt aufgekauft und seit 1845 als Schulhaus (Grundschule) und Veranstaltungssaal (Bürgersaal) genutzt.
- Kloster St. Katharina: 1324 erstmals urkundlich erwähnt, 1808 säkularisiert und danach als Bauernhof genutzt, seit 2013 Teil des zur Insel Mainau gehörenden „Erlebniswald-Mainau“

### Moderne Kirchen
- Kreuzkirche in Allmannsdorf (evang.): 1956 erbaut, Beton mit Klinkerfassade, Architekt: Bauhaus-Schüler Hermann Blomeier, der z. B. auch die Ländebauten in Staad und Meersburg entwarf.[11]
- Bruder-Klaus-Kirche (röm.-kath.): 1956 erbaut, typisch für die leichte Beton-Architektur der 50er-Jahre, Kirchturm (als Campanile) freistehend vor der Kirche.
- Maria-Hilf-Kirche (röm.-kath.): Allmannsdorf, 1967 erbaut als erste Kirche nach den Reformen des 2. Vatikanischen Konzils, mit dem Altar im Mittelpunkt der von drei Seiten auf ihn ausgerichteten Bankreihen.
- St. Gallus (röm.-kath.): Im Berchengebiet, 1971 erbaut, massive Betonarchitektur der 60er/70er-Jahre, Bankreihen von zwei Seiten her auf den in einer Ecke des quadratischen Baus stehenden Altar ausgerichtet; künstlerische Gestaltung durch Emil Wachter.

## Brunnen

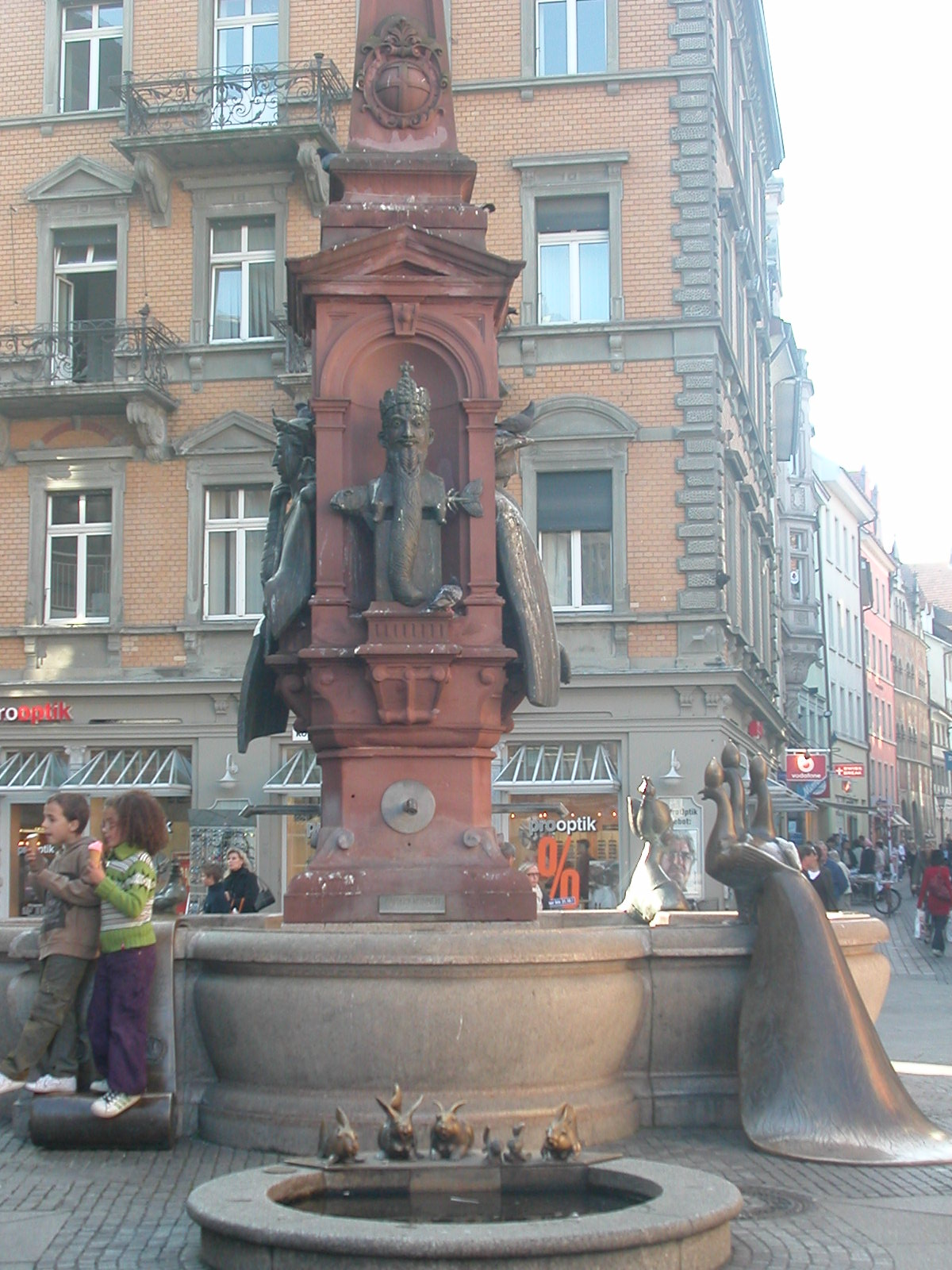
„Kaiserbrunnen“

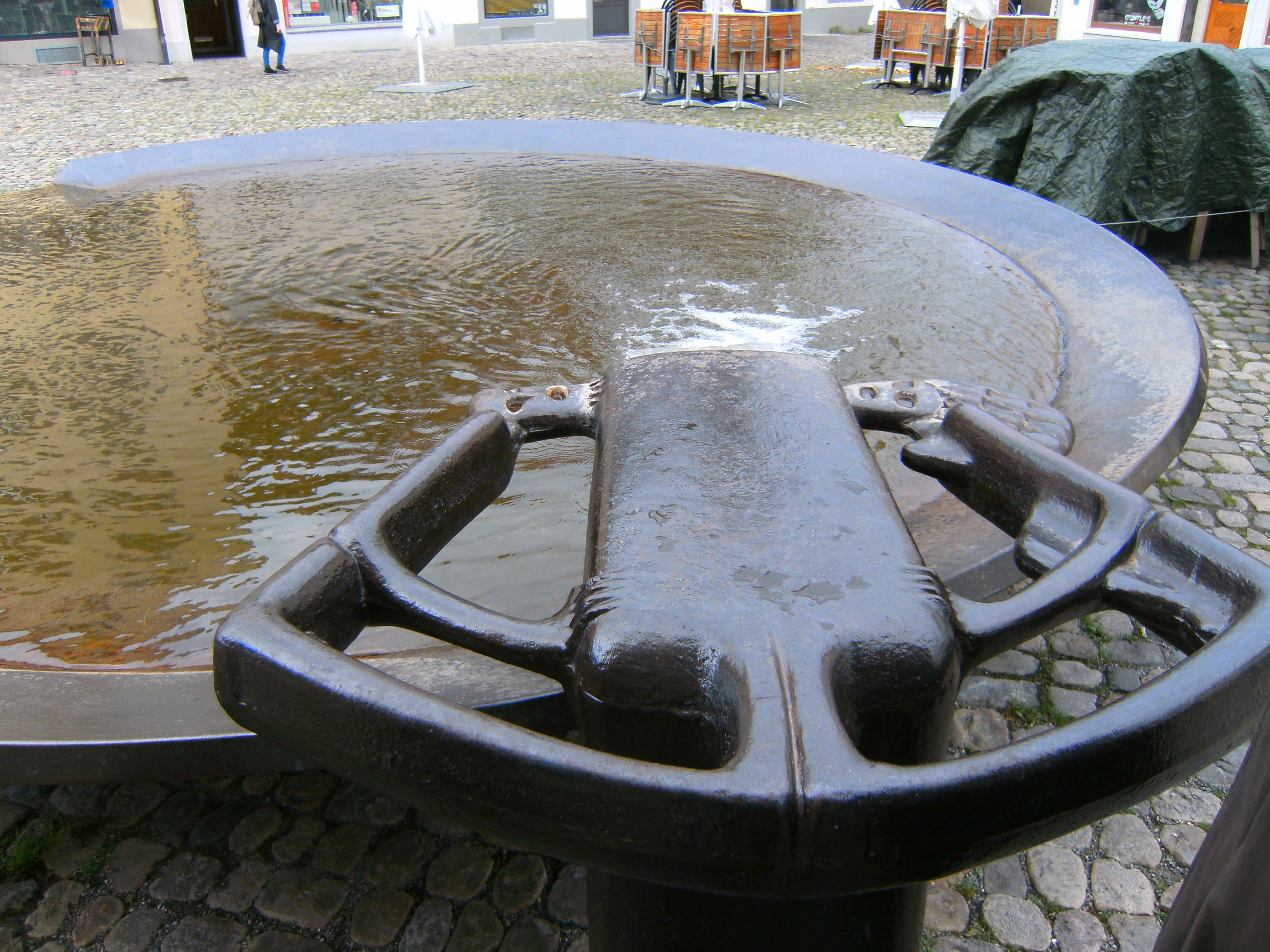
Münsterplatz: Brunnen von Franz Gutmann. Adam und Eva auf dem Wasserspeier.

- Kaiserbrunnen: An der Stelle eines alten, baufälligen Brunnens wurde auf der Marktstätte von 1896–1897 der Kaiserbrunnen errichtet, dessen finanzielle Basis auf eine Stiftung von Joseph Wittmann zurückgeht. Am 30. Oktober 1897 erfolgte die feierliche Enthüllung und Einweihung.

1892 hatte der Stadtrat einen öffentlichen Wettbewerb ausgeschrieben, jedoch ohne ein besonderes Programm vorzuschreiben. Zu dem Wettbewerb hatten vier Künstler Entwürfe eingereicht; der Stadtrat kam dem Gutachten der Preisrichter nach und zeichnete den Entwurf „Kaiserthema“ des einheimischen Bildhauers Hans Baur mit dem Ersten Preis aus.
Nach dem „Kaiserthema“ stellte sich der Brunnen so dar, dass auf einer in der Mitte stehenden Steinpyramide in Nischen vier unterlebensgroße Kaiserstandbilder aufgestellt wurden, die vier deutsche Dynastien vertreten: Heinrich III. (Salier), Friedrich Barbarossa (Hohenstaufen), Maximilian I. (Habsburg) und Wilhelm I. (Preußische Hohenzollern).
Die Kaiserstandbilder wurden von der Galvanoplastischen Kunstanstalt der WMF in Geislingen/Steige in Galvanobronze hergestellt; trotz ihres geringen Metallgehaltes wurden sie im März 1942 demontiert und im Rahmen der „Metallspende des Deutschen Volkes“ an die Kupferhütte in Rastatt abgeliefert.
1993 wurden neu gestaltete Büsten von Gernot Rumpf aufgestellt, die die Kaiser eher karikaturistisch darstellen; daneben komische Skulpturen von wasserspeienden „Seehasen“, ein dreiköpfiger Pfau mit drei Papstkronen sowie weitere Figuren, die satirisch auf die Konzilszeit und die Stadtgeschichte anspielen. Bei den karikaturistischen Kaiserporträts handelt es sich jetzt um Otto den Großen, Friedrich Barbarossa und Maximilian I., der mit einer Hand in die Richtung der darunter angebrachten Figur seiner zweiten ungeliebten Frau Bianca Maria Sforza zeigt. Auf die Wiederherstellung einer Skulptur des kriegerischen Preußen-Kaisers Wilhelm I. wurde verzichtet und stattdessen ein geschlossener Fensterladen angebracht, der die Nische verdeckt. Aus dem Spalt des leicht geöffneten Fensterladens entweicht der Nische eine Friedenstaube.
Weiterhin befindet sich am Brunnen eine bronzene Ausgabe des Friedensvertrags von Konstanz (1183).
- Brunnen vor dem Konstanzer Münster: Der Brunnen von Franz Gutmann besteht aus einer großen gusseisernen Schale, die durch einen Wasserspeier mit Wasser gefüllt wird. Auf dem Wasserspeier sind Adam und Eva abgebildet. Der Brunnen steht seit 2015 unter Denkmalschutz.[12]

- Konstanzer Triumphbogen: Der Laubebrunnen wurde wie die Imperia von Peter Lenk geschaffen. Er steht zwischen den Fahrspuren der vielbefahrenen Unteren Laube. Die grotesken Figuren des Laubebrunnens karikieren den Autowahn, die Eitelkeit, die Sexbesessenheit und andere Unsitten der Gesellschaft. Umgangssprachlich wird er auch schlicht als „Lenk-Brunnen“ bezeichnet.

- Der Blätzlebuebebrunne ist zu Ehren einer Konstanzer Figur der alemannischen Fastnacht errichtet worden. Er befindet sich in der Nähe vom Schnetztor zwischen Blätzleplatz und Augustinerplatz. Er zeigt einen Fastnachter in einem Ganzkörperkostüm aus schuppenförmigen Textilflecken („Blätzle“) mit Hahnenkamm. Dem Blätzlebueb ist ein kleiner Blätz und eine Figur, die eine lange Nase zeigt beigesellt.[13]

- Der Karl-Steuer-Brunnen ist ein weiterer Fastnachtsbrunnen zur Erinnerung an den Fastnachter Karl Steuer (1909–1962). Er wurde 1998 errichtet, befindet sich an der Ecke Wessenbergstraße/Zollernstraße und wurde durch die „Laugelegumperzunft“ gespendet. Er wurde von Kurt E. Grabert aus Göppingen gestaltet. Die Widmung ist in bodenseealemannisch geschrieben: S' Wasser wo kunt us em See, me kas au drinke! (in hochdeutsch: „Das Wasser, das aus dem See kommt, kann man auch trinken!“). In fastnächtlicher Manier läuft aus der Nase des Charakterkopfs von Karl Steurer Wasser in die rechte Brunnenschale.[14]

- Der Lienhardsbrunnen im Paradies (Konstanz) an der Ecke Fischenz-/Grießeggstraße wurde 1897 von der Marktstätte hierher versetzt.[15]

- Das Hörnle-Brünnele auf der Liegewiese des Freibads Hörnle liefert direkt und ständig Quellwasser aus einem künstlerisch gestalteten etwa ein Meter aufragenden gekrümmten Stahlrohr.[16]

## Skulpturen

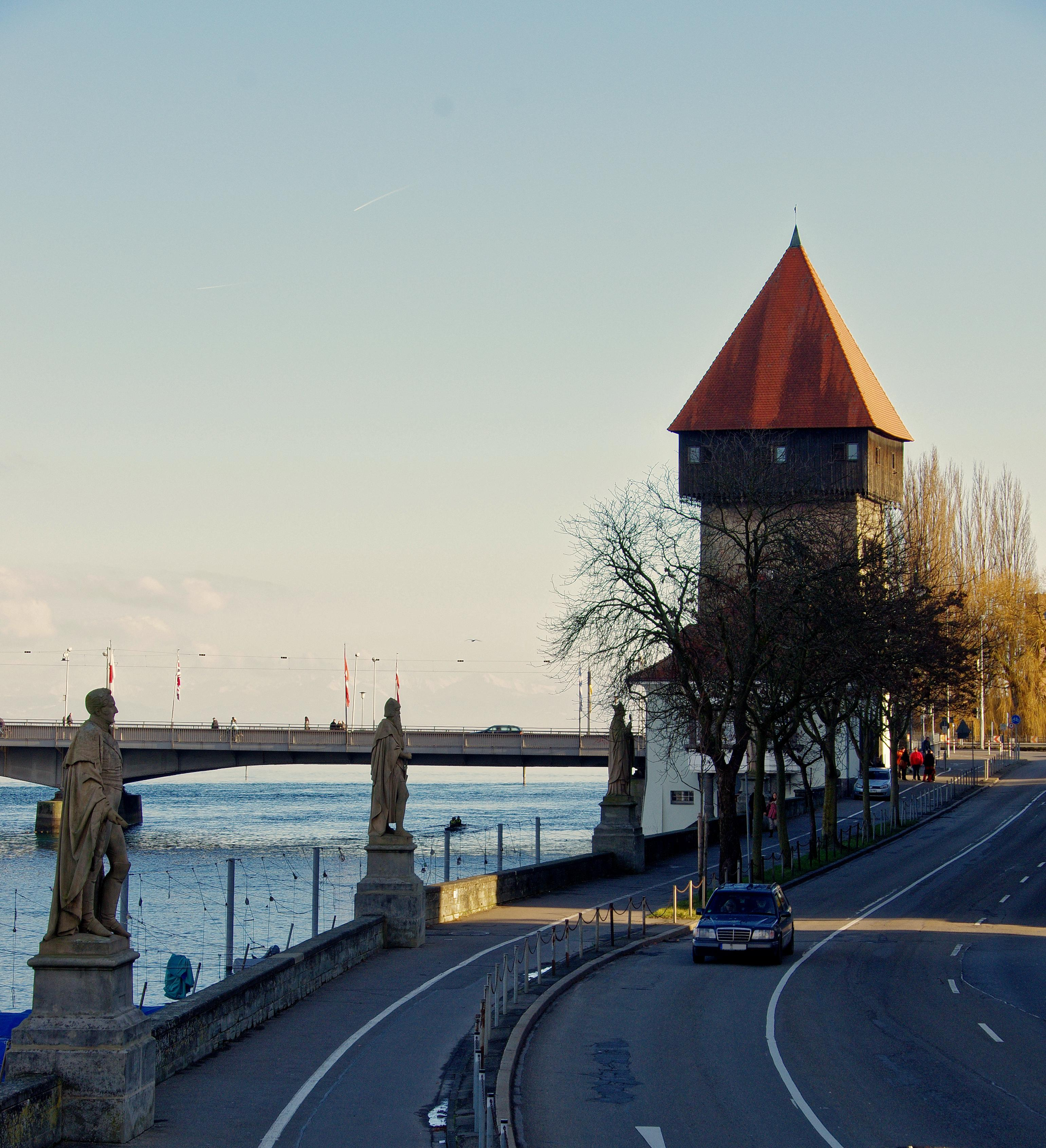
Drei (von vier) Figuren zwischen „Pulver“- und „Rheintorturm“ (im Bild), im Hintergrund die heutige Rheinbrücke

- Die vier Skulpturen aus Sandstein am Rheinsteig sind 2,70 Meter hoch. Sie stellen weltliche Fürsten dar, gestaltet von Hans Baur, nämlich Leopold von Baden mit einer Verfassungsurkunde und Berthold I. von Zähringen als ersten großen Zähringer. Weiter als kirchlichen Fürsten, gestaltet von Franz Xaver Reich, den heiligen Konrad als Gründer von Konstanz mit Bibel und Kelch und Gebhard II., Bischof von Konstanz, der 983 das Kloster Petershausen gründete. Ursprünglich befanden sich diese Standbilder 1861 bis 1936 auf den Pfeilern der Rheinbrücke und wurden bei der deren Verbreiterung im Jahr 1936 abgebaut und später an den Rheinsteig umgesetzt.[17][18][19][20]
- Die Skulptur Schwurhand von Franz Gutmann am Eingang von der Unteren Laube zur Torgasse zeigt drei aus dem Boden ragende Finger einer Hand und ist in der Nähe zum Landgericht Konstanz aufgestellt.[21]

## Gedenkstätten

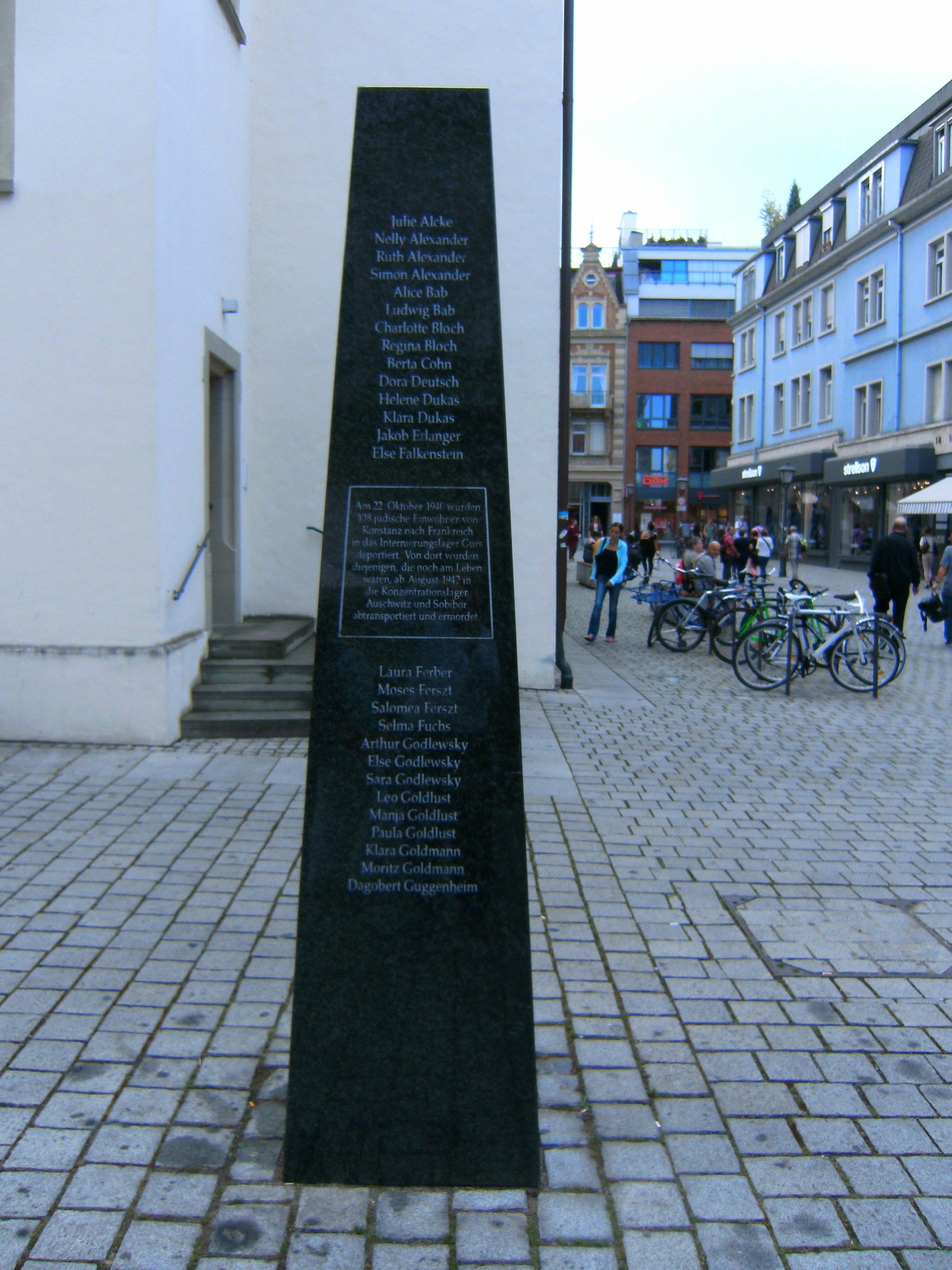
Zum Gedenken: Konstanz Bahnhofstraße/Sigismundstraße: Monolith mit den Namen der deportierten Konstanzer Juden (Vier Seiten mit Namen)

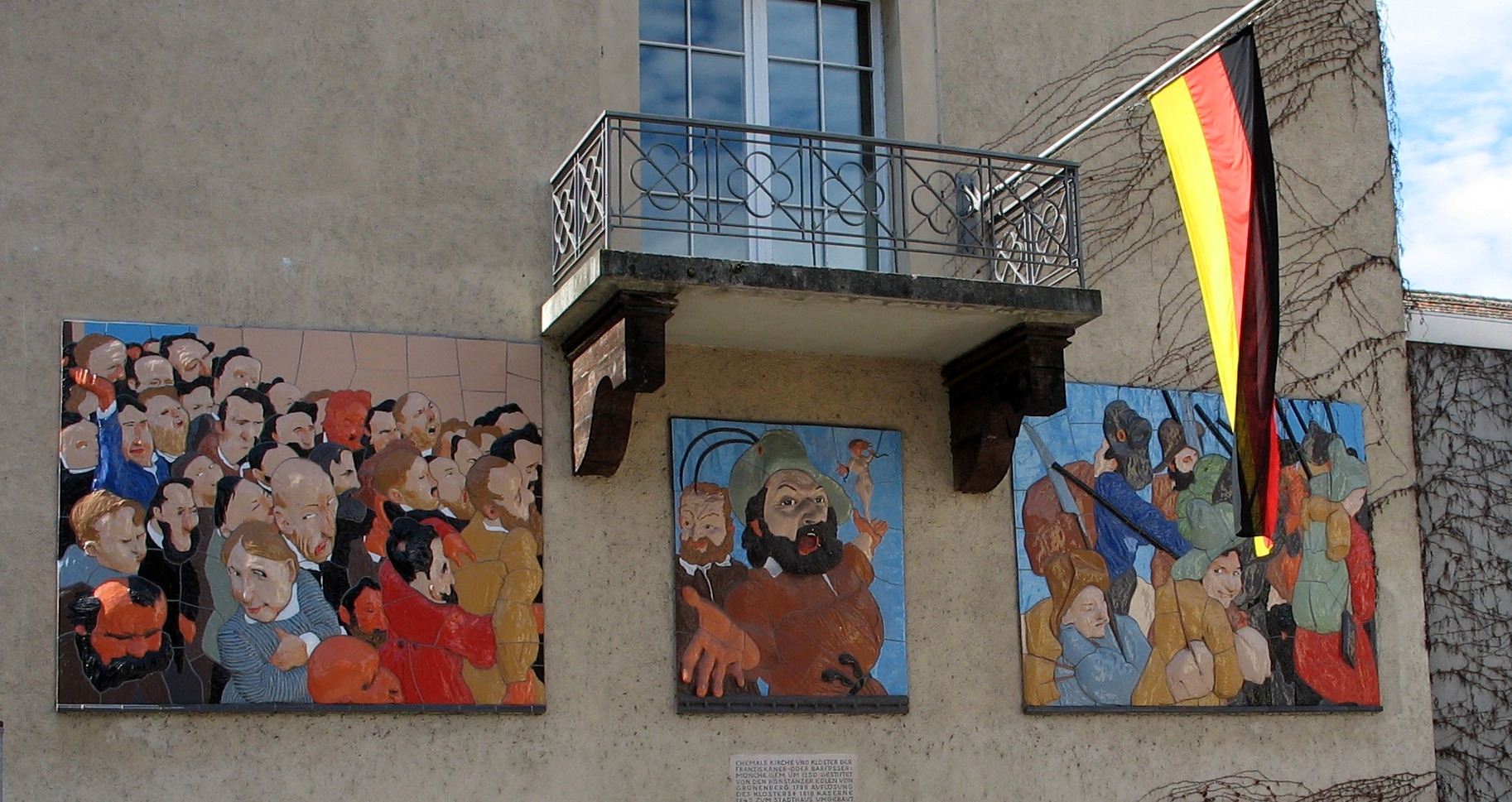
Grützkes Heckerdenkmal am Konstanzer Stadthaus

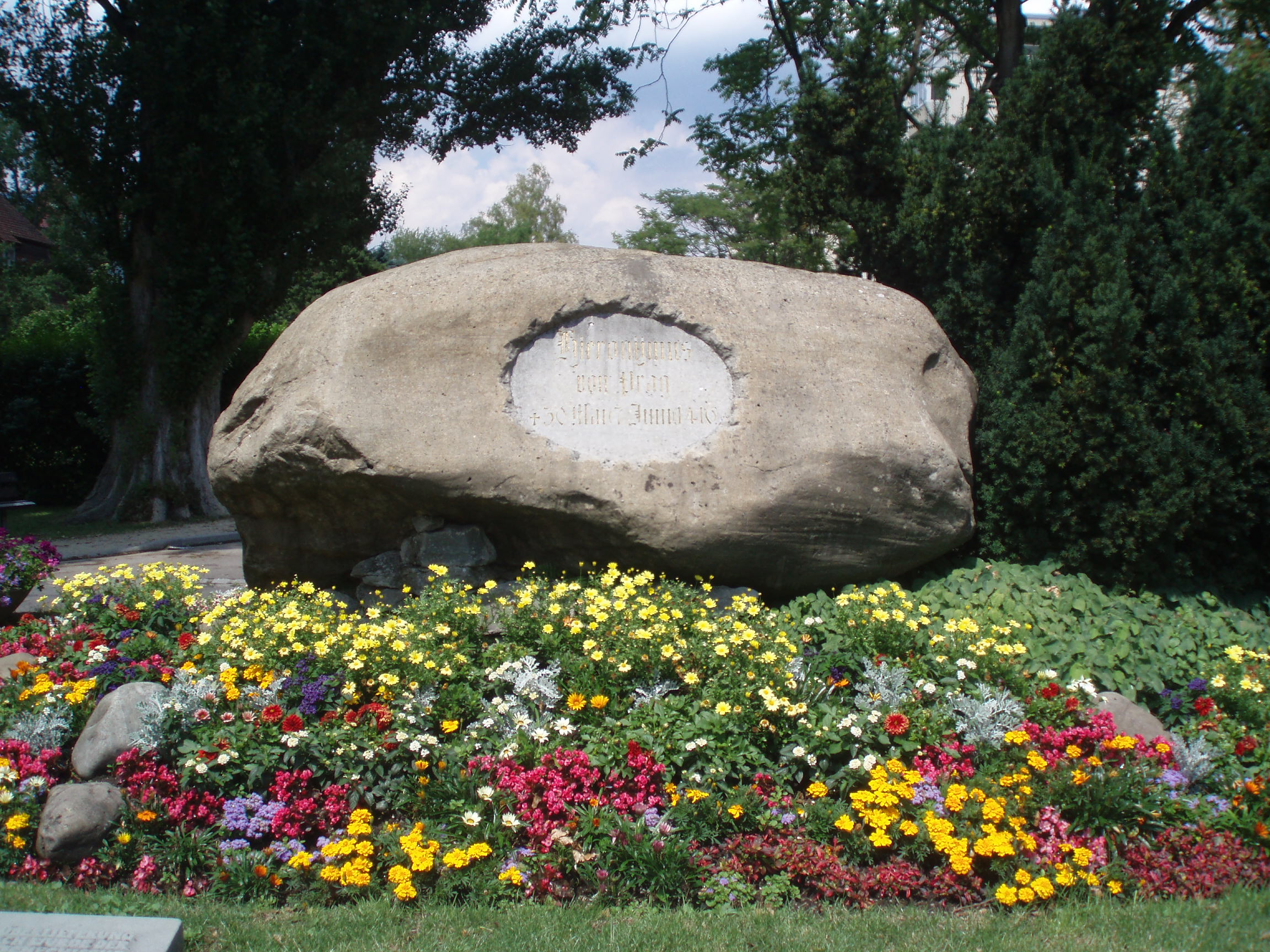
Der „Hussenstein“ erinnert an den Reformator Jan Hus, der hier hingerichtet wurde

- Imperia: Die von Peter Lenk geschaffene Skulptur an der Hafeneinfahrt stellt eine Prostituierte dar, die Kaiser und Papst auf den Händen trägt. Sie erinnert satirisch an das Konzil von Konstanz.

- Frauenpfahl: Er ist am Bodenseeufer vor dem Konstanzer Stadtgarten errichtet worden. Er besteht aus einem Pfahl, auf dessen oberen Ende eine Kugel aus feinen weißen Streben befestigt ist. Im Mittelalter wurden an dieser Stelle Frauen zur Strafe für ihre angeblichen Vergehen, in einem Sack eingenäht, ertränkt.[22]

- Denkmal für die deportierten Konstanzer Juden: An der Ecke Bahnhofstraße/Sigismundstraße erinnert ein kleiner Obelisk an die während der Zeit des Nationalsozialismus deportierten jüdischen Bürger der Stadt. Eingraviert sind die Namen von 108 Bürgern, die am 20. Oktober 1940 in ein französisches Internierungslager verbracht und im KZ Auschwitz oder im Vernichtungslager Sobibor ermordet wurden. Schräg gegenüber – an der Stelle steht heute ein Geschäftshaus – befand sich die Konstanzer Synagoge, die in den Novemberpogromen am 9./10. November 1938 zerstört wurde.

- Heckerdenkmal: Im Stadthaus (ehemals Franziskanerkirche) fand während der Badischen Revolution am 12. April 1848 eine Volksversammlung statt, auf der Friedrich Hecker zur Teilnahme am Heckeraufstand aufrief. Oft wird kolportiert, er habe vom Balkon des Stadthauses die Republik ausgerufen; das war jedoch nicht der Fall. Johannes Grützke gestaltete 1996–1998 ein dreiteiliges Majolikarelief an der Ostseite des Bürgersaals am Stephansplatz 17 unterhalb des besagten Balkons. Es zeigt auf der mittleren Tafel Hecker als Volkstribun, die Figur der Freiheit tanzt auf seiner Linken; hinter ihm Gustav Struve. Die linke Tafel zeigt die ablehnende Stadtbevölkerung, die rechte den aufbrechenden Heckerzug.[23]

- Hussenstein: Ein großer Findling mit Inschrift erinnert im Stadtteil Paradies an den tschechischen Kirchenreformer Jan Hus und seinen Gefährten Hieronymus von Prag. Diese waren auf dem Konzil von Konstanz wegen Ketzerei zum Tode verurteilt und der Überlieferung nach an der Stelle des Gedenksteins verbrannt worden. Finanziert durch Spenden von Bürgern aus Konstanz und Umgebung (u. a Moritz Macaire, Max Stromeyer, Jacob Stadler), wurde der Stein 1863 am Ende einer Allee angelegt.

- Elserdenkmal: 2009 wurde am Ort von seiner Verhaftung eine Büste des Widerstandskämpfers Georg Elser enthüllt. Sie steht auf deutschem Gebiet an der Schweizer Grenze beim Emmishofer Zoll in dem Garten an der Straße Schwedenschanze (heutiges Sozialzentrum von Wessenberg), in dem der Widerstandskämpfer auf der Flucht festgenommen worden war. Der Sockel, auf dem die Büste steht, trägt die Inschrift: „Ich habe den Krieg verhindern wollen“. Geschaffen hat das Denkmal der Künstler Markus Daum.[24] Der lange Zeit wenig beachtete NS-Gegner Elser hatte von 1925 bis 1929 in Konstanz gelebt. Er hatte im November 1939 auf eigene Faust auf Adolf Hitler ein Attentat mit einer selbstgebauten Bombe im Münchner Bürgerbräukeller verübt; der Anschlag schlug jedoch fehl. Elser versuchte anschließend, sich an der Schwedenschanze über die „grüne Grenze“ in die neutrale Schweiz abzusetzen, er wurde jedoch dort kontrolliert und festgenommen. In der Endphase des Nationalsozialismus wurde er 1945 im KZ Dachau auf Hitlers Geheiß hin ermordet.